# Goinger Halt
De Goinger Halt is een berg in de deelstaat Tirol, Oostenrijk. De berg heeft een hoogte van 2.242 meter.
De Goinger Halt is onderdeel van het Kaisergebergte.